# Handlovka
Handlovka – rzeka w zachodniej Słowacji, w dorzeczu Dunaju. Lewostronny dopływ Nitry. Długość 32 km, powierzchnia dorzecza 178,3 km². Pierwotnie (do połowy XIX w.) nazwa rzeki brzmiała Prievidza.
Źródła na wysokości ok. 770 m n.p.m., na wschodnich stokach głównego grzbietu Ptacznika, nieco na północny wschód od szczytu Biely kameň. Początkowo spływa na wschód i wpada do niewielkiego sztucznego zbiornika (Handlovský rybník). Poniżej zbiornika płynie na północ, rozdzielając pasmo Ptacznika (na zachodzie) od Gór Kremnickich (na wschodzie). Przepływa przez miasto Handlová, po czym w rejonie wsi Ráztočno skręca na zachód i rozdziela pasmo Ptacznika (na południu) i Żaru (na północy). Na całym tym odcinku stanowi oś niewielkiej Kotliny Handlowskiej. Tu poniżej wsi Veľká Čausa przyjmuje swój największy dopływ – prawobrzeżny Čausiansky potok. Napotykając na swej drodze masyw Necpalskej hory (437 m n.p.m.) wykręca na południowy zachód, przepływa przez Prievidzę po południowej stronie jej zabytkowego centrum, po czym wypływa na płaskie tereny Kotliny Górnonitrzańskiej. Tam po kilku kilometrach, poniżej wsi Koš, na wysokości ok. 245 m n.p.m. uchodzi do Nitry.